# Bouabid Bouden
Bouabid Bouden (Rabat, 1º febbraio 1982) è un calciatore marocchino, attaccante del Club Marocain.

## Carriera

### Nazionale
Nel 2004 ha fatto parte della selezione marocchina che ha partecipato ai Giochi della XXVIII Olimpiade.

## Palmarès

### Club

#### Competizioni nazionali
- Coppa di Lega francese: 1

Lens: 1998-1999